# ステュアート・トムリンソン
ステュアート・トムリンソン（Stuart Charles Tomlinson、1985年5月22日 - ）は、イングランドの元サッカー選手であり、プロレスラー。チェスター出身。

## 来歴

### サッカー
クルー・アレクサンドラジュニアユース出身であり、2003年1月25日にオールダム・アスレティックとの試合でプロデビューを果たす。2004年にはスタッフォード・レンジャーズへとレンタル移籍。2005年にクルー・アレクサンドラ復帰後、ロス・ターンブルの活躍により出場機会がなかったものの2006年にターンブルがカーディフ・シティに移籍した為に2006－2007シーズンには10試合に出場。2007年、バートン・アルビオンへとレンタル移籍するが出場機会がないまま2008年にクルー・アレクサンドラへと復帰、2008－2009シーズンに11試合に出場した。
2009年、ポート・ヴェイルへの入団が予定されていたが契約面などで折り合いがつかず、バローと契約を交わし入団。バローではティム・ディーシーと熾烈な正GK争いを展開。2009－2010シーズンにFAトロフィー優勝に貢献した。
2010年5月、ポート・ヴェイルへと移籍。正GKとして活躍するが当時10代であったクリス・マーティンの指導役も担った。
2012年9月、バートン・アルビオンへと移籍。2012 – 2013シーズンでは28試合に出場。2013年7月、膝の負傷箇所の負担が大きく出場し続ければ前十字靭帯を損傷するだけでなく生活にも支障がでる為、サッカー選手としてのキャリアにおいて引退を発表した。

### プロレス
2013年12月、アメリカ合衆国のプロレス団体であるWWEとディベロップメント契約を交わし入団。ヒューゴ・ノックス（Hugo Knox）のリングネームで育成機関であるWWEパフォーマンスセンターにてトレーニングを開始。2014年11月8日、WWEの傘下団体であるNXTに昇格し、NXT Liveにてエリアス・サムソン & スティーブ・カトラーと組んでアンジェロ・ドーキンス & チャド・ゲーブル & ソーヤー・フルトンとの対戦でプロレスラーデビューを飾った。
2015年3月28日、WWE WrestleMania AXXESSにてCJパーカーと対戦し、プロレスラーとしてのキャリア勝利を飾る。4月、上腕二頭筋腱を断裂してしまい長期欠場となる。9月12日、NXT Liveにて復帰。ナイア・ジャックスをマネージャー兼パートナーとして共に行動するようになり、ブル・デンプシー & ビリー・ケイとミックスマッチを行い敗戦した。
2016年3月2日、NXTにて初登場を果たす。タッカー・ナイトと組んでボードビレインズ（サイモン・ゴッチ & エイデン・イングリッシュ）と対戦。序盤より攻め込まれ一方的に捕まるがゴッチよりブレーンバスターの体勢から投げられようとしたところを脱出してナイトとタッチに成功するが、最後にナイトがワーリング・ダーヴィッシュを喰らい敗戦した。
9月30日、WWEから解雇となった。

## サッカーでのタイトル
クラブ
 バロー
- FAトロフィー : 2009 - 2010シーズン